# Waldemarsudde

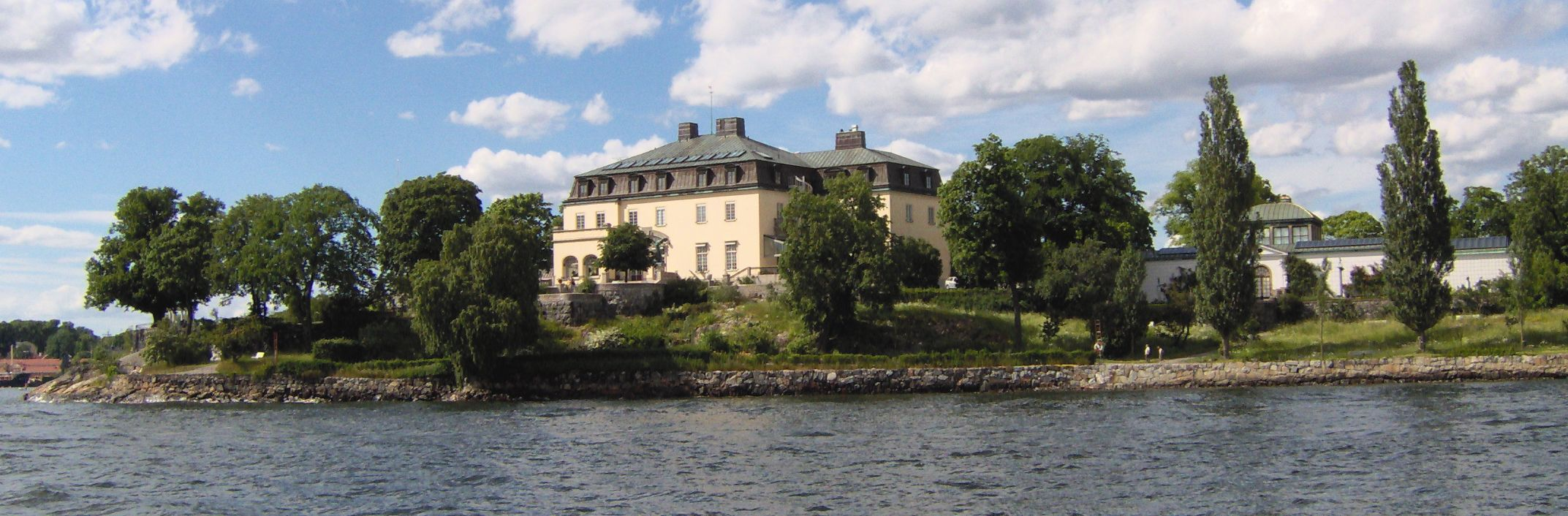
Waldemarsudde.

Waldemarsudde sau , Prins Eugens Waldemarsudde este partea sudică a peninsulei Djurgården (în suedeză Grădina zoologică), cu vila prințului Eugén. Clădirea este astăzi un muzeu de artă de stat și de asemenea un muzeu în aer liber.
Casa Prințului Eugén cât și colecția de lucrări se pot vizita. În grădină și pe terasa clădirii se află mai multe statuii a unor cunoscuți sculptori suedezi (Per Hasselberg, Bror Hjort, Ivar Johansson). Tot aici se află locul unde este mormântul prințului.

## Istoric
În 1892 Prințul Eugen, unul din fiii lui Oscar al II-lea, se mută locuința casei galbene. Câțiva ani mai târziu cumpăra el întregul teren. Cu ajutorul arhitectului Ferdinand Boberg el proiectează o nouă clădire, care va fi terminată în anul 1905. În 1913 el va ridica o galerie, în care va aduna o colecție de picturi. După moartea sa, donează aceasta statului suedez.